# Arve Isdal
Arve Isdal (nacido el 28 de agosto de 1977 en Bergen), más conocido como «Ice Dale», es un guitarrista y productor noruego. 
Entre 1998 y 2001 fue guitarrista de Malignant Eternal. En 2002 se unió a las bandas Enslaved y Audrey Horne en las que continúa tocando en la actualidad. También es guitarrista de sesión en la nueva banda del bajista King ov Hell y el vocalista Shagrath, Ov Hell.

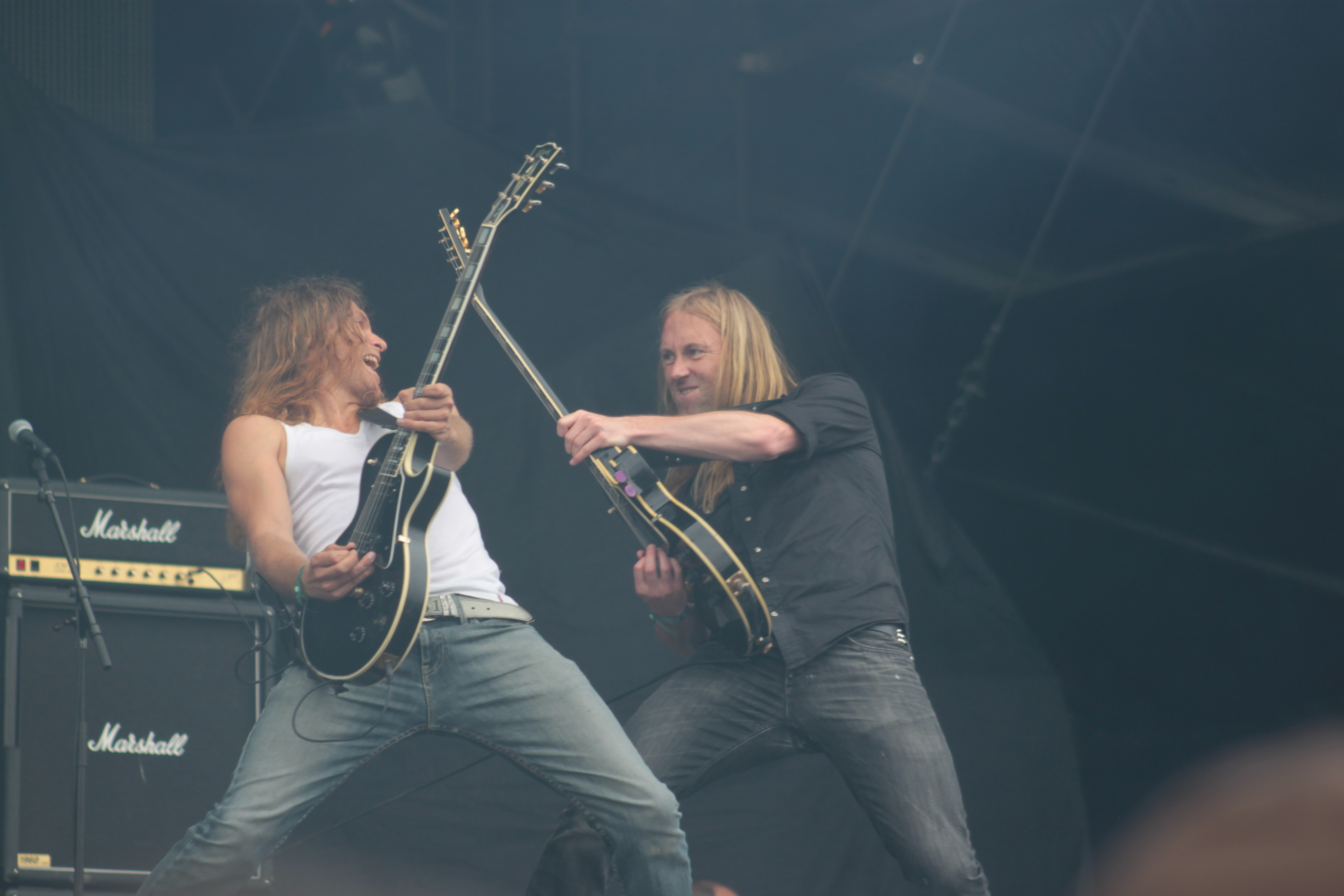
& Thomas Tofthagen (Audrey Horne @ Hellfest 2013).

## Discografía

### Audrey Horne
- No Hay Banda (2005)
- Le Fol (2007)
- Audrey Horne (2010)
- Youngblood (2013)
- Pure Heavy (2014)
- Blackout (2018)

### Demonaz
- March Of The Norse (2011)

### Enslaved
- Below the Lights (2003)
- Isa (2004)
- Ruun (2006)
- Vertebrae (2008)
- Axioma Ethica Odini (2010)
- RIITIIR (2012)
- In Times (2015)
- E (2017)
- Utgard (2020)

### I
- Between Two Worlds (2006)

### Malignant Eternal
- Alarm (1999)

### Ov Hell
- The Underworld Regime (2010)

### Trinacria
- Travel Now Journey Infinitely (2008)